# Anosia nivosus
Anosia nivosus är en fjärilsart som beskrevs av Frederick DuCane Godman och Osbert Salvin 1897. Anosia nivosus ingår i släktet Anosia och familjen praktfjärilar. Inga underarter finns listade i Catalogue of Life.